# Saint Lucia az olimpiai játékokon
Saint Lucia az 1996-os nyári olimpiai játékokon szerepelt először. Első érmüket a 2024-es párizsi olimpián szerezték atlétikában. Az ország sportolói eddig nem vettek részt téli olimpián.
Saint Lucia Olimpiai Bizottsága 1987-ben jött létre, a NOB 1993-ban vette fel tagjai közé, a bizottság jelenlegi elnöke Richard Peterkin.
Saint Lucia első aranyérmét Julien Alfred szerezte 2024-ben női 100 m-es síkfutásban.

## Érmesek
| Érem  | Név           | Olimpia      | Sport    | Versenyszám           |
| ----- | ------------- | ------------ | -------- | --------------------- |
| Arany | Julien Alfred | 2024, Párizs | Atlétika | Női 100 m-es síkfutás |
| Ezüst | Julien Alfred | 2024, Párizs | Atlétika | Női 200 m-es síkfutás |